# Hôtel Sevilla
L’hôtel Sevilla est un hôtel historique de La Havane, à Cuba. Situé dans la rue Trocadero, près du Paseo del Prado, entre le Malecón et le Parque Central.
Il est célèbre pour sa mention par Graham Greene dans son roman Notre agent à La Havane. Paul Morand en a fait l’éloge dans Hiver caraïbe.
Ernest Hemingway y aurait commencé Pour qui sonne le glas.